# 黄焖鸡

一份黄焖鸡米饭。

黄焖鸡是一道起源于中国山东济南并在中国各地流行的菜肴，最早可能来源于1927年济南鲁菜店“吉玲园”。主要原料有鸡肉（通常为鸡腿肉）、青椒和香菇，加入多种调料，放入锅内（通常为砂锅或石锅）炖煮而成。也可根据食客需要加入金针菇、乾辣椒、海带、豆腐皮等食材。
黄焖鸡通常搭配米饭食用，这一套餐称为“黄焖鸡米饭”。一些店家还会提供黄焖排骨饭、黄焖牛肉饭等，其做法与黄焖鸡米饭类似，只是将鸡肉替换为排骨或牛肉等。济南人杨晓路所创立的黄焖鸡连锁餐厅“杨铭宇黄焖鸡米饭”是黄焖鸡米饭在中国各地流行的发端，而其店名来源于自己儿子的名字，寓意将店当做自己的亲生儿子一样看待。如今各品牌的黄焖鸡米饭在中国已展店上万家，亦已拓展至欧美等国。